# Interlock

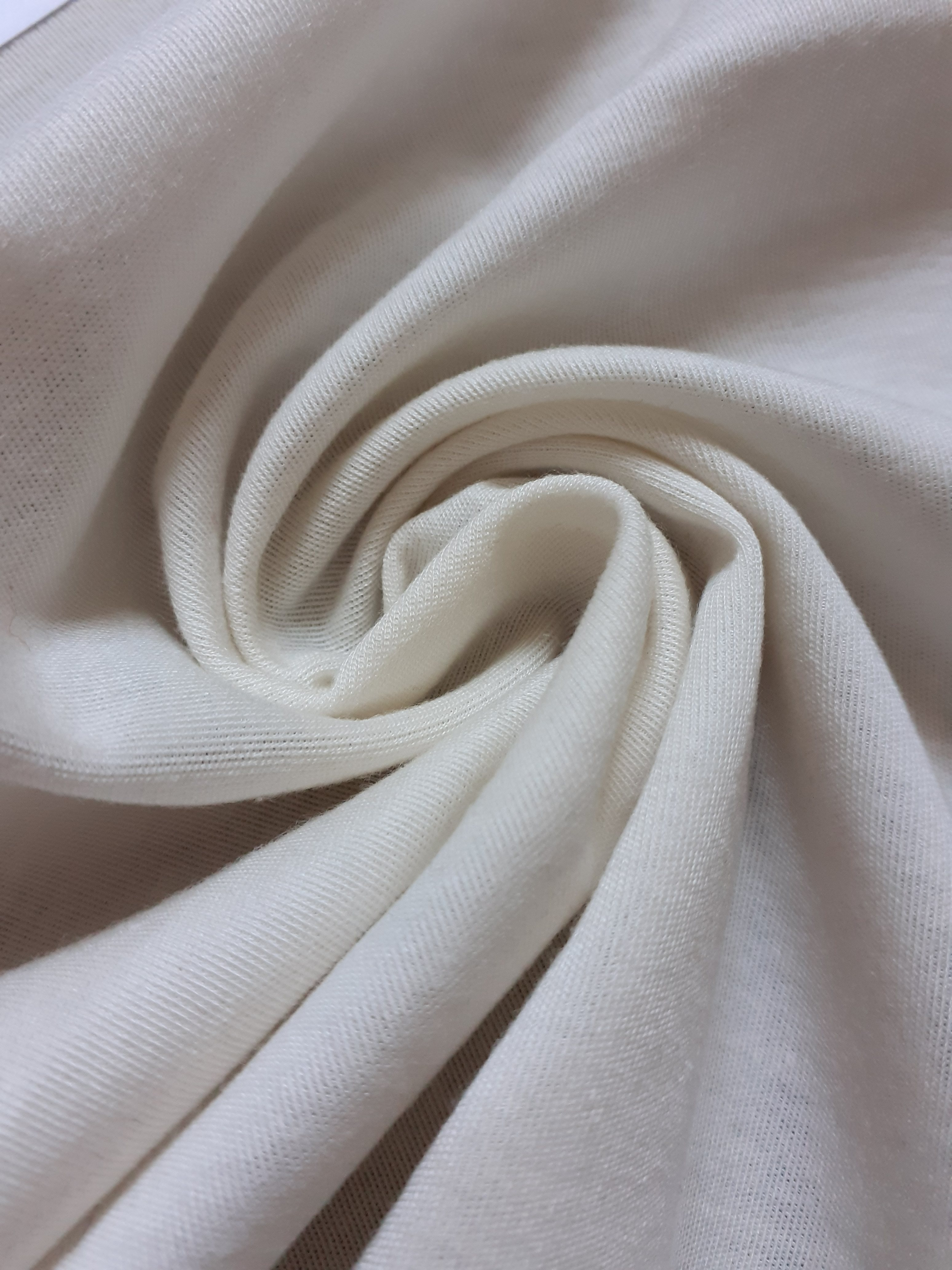
Interlock

L'interlock, conosciuto anche come caldo cotone, è un tessuto che si presenta morbido al tatto e con una buona vestibilità una volta indossato.

## Struttura
L'interlock ha una struttura a maglia in trama, con costina a maglie incrociate su più ranghi, più compatta e consistente rispetto al jersey classico, di cui costituisce una variante. È un tipo di maglia stoffa particolarmente adatta ad essere tagliata, in quanto estensibile, ma poco elastica. Il suo aspetto è identico da entrambi i lati. È ottenuto con macchine circolari a doppia frontura con due serie di aghi, disposti a 90°, che lavorano in posizioni opposte e precisamente a “maglie incrociate”. 

## Manutenzione
L'interlock è un tessuto "ready to use", ovvero si asciuga velocemente e senza la necessità di stiratura.

## Utilizzo
La particolarità di questo tessuto è la sua propensione ad essere flessibile e particolarmente traspirante; aiuta infatti l'espulsione dell'umidità verso lo strato più esterno, mentendo il corpo asciutto; per questo viene impiegato soprattutto per la creazione di t-shirt, abbigliamento sportivo, pigiami ed intimo.